# José Machado dos Santos
José Machado Dos Santos, conhecido como Dr. José Machado (Goianésia, 07 de agosto de 1979) é um Médico e político brasileiro, filiado ao Partido da Social Democracia Brasileira (PSDB).
Nas eleições de 2022, foi eleito deputado estadual em Goiás com 22.928 (0,63% dos votos válidos). 